# Eupithecia drypisaria
Eupithecia drypisaria là một loài bướm đêm trong họ Geometridae.